# ناوکی کوریاما
ناوکی کوریاما (انگلیسی: Naoki Kuriyama؛ زادهٔ ۸ دسامبر ۱۹۹۰) بازیکن فوتبال اهل ژاپن است.